# Il cantante mascherato (seconda edizione)
La seconda edizione del talent show Il cantante mascherato è andata in onda dal 29 gennaio al 26 febbraio 2021 per cinque puntate in prima serata su Rai 1 con la conduzione di Milly Carlucci, in diretta dell'Auditorium Rai del Foro Italico di Roma.
L'edizione presenta alcune novità rispetto alla precedente: la giuria viene in parte rinnovata, a Guillermo Mariotto e Ilenia Pastorelli subentrano Costantino della Gherardesca e Caterina Balivo; viene abbandonato il televoto, a favore delle votazioni online tramite i social network ufficiali del programma (Instagram, Twitter e Facebook); è stato inoltre introdotto un pool investigativo presente in studio, che ha il compito di provare a indovinare chi si cela dietro le maschere, composta dal pubblico di 30 spettatori in qualità di "investigatori". Tale giuria popolare ha anche la possibilità di salvare uno dei concorrenti allo spareggio, sostituendolo con un altro concorrente salvato in precedenza.
L'edizione è stata vinta da Red Canzian con la maschera del Pappagallo, mentre al secondo posto si è piazzata Mietta con la maschera della Farfalla.

## Cast

### Concorrenti
I concorrenti complessivamente hanno recitato in oltre 120 film e fiction, hanno partecipato a più di 100 programmi televisivi, hanno venduto 130 milioni di dischi e hanno vinto "almeno" un Festival di Sanremo.
| VIP                  | Maschera      | Attività               | Posizione            |
| -------------------- | ------------- | ---------------------- | -------------------- |
| Red Canzian          | Pappagallo    | Cantautore             | Vincitore            |
| Mietta               | Farfalla      | Cantante e attrice     | Seconda classificata |
| Max Giusti           | Lupo          | Conduttore e comico    | Terzo classificato   |
| Simone Montedoro     | Orsetto       | Attore                 | Eliminato            |
| Sergio Assisi        | Gatto         | Attore                 | Eliminato            |
| Katia Ricciarelli    | Giraffa       | Soprano e attrice      | Eliminata            |
| Mauro Coruzzi        | Tigre azzurra | Conduttore radiofonico | Eliminato            |
| Gigi e Ross          | Baby Alieno 2 | Comici                 | Eliminati            |
| Alessandra Mussolini | Pecorella     | Ex politica            | Eliminata            |
| Ricchi e Poveri      | Baby Alieno 1 | Cantanti               | Ritirati             |

### Giuria
- Caterina Balivo
- Costantino della Gherardesca
- Francesco Facchinetti
- Flavio Insinna (Re della giuria nella 3ª e nella 5ª puntata)
- Patty Pravo (Regina della giuria nella 4ª puntata)

### Pool investigativo
Gruppo di 30 “investigatori” guidati da:
- Simone Di Pasquale
- Sara Di Vaira

Con la partecipazione di Alessandra Mussolini a partire dalla terza puntata.

## Tabella dello svolgimento del programma
Legenda
     Il cantante mascherato è stato salvato tramite il televoto social e passa alla puntata successiva.
     Il cantante mascherato è stato salvato dai giudici e passa alla puntata successiva.
     Il cantante mascherato è stato salvato dalla squadra investigativa e passa alla puntata successiva.
     Il cantante mascherato è a rischio eliminazione e si sfiderà con l'avversario allo spareggio.
     Il cantante mascherato si è salvato dall'eliminazione tramite il voto social e passa alla puntata successiva.
     Il cantante mascherato è stato eliminato dal voto social e smascherato subito dopo l'eliminazione.
     Il cantante mascherato si è ritirato dal programma.
     Il cantante mascherato è il vincitore del programma e si aggiudica il trofeo della maschera d'oro.
| Maschera      | Concorrente          | Attività               | Puntate     | Puntate   | Puntate   | Puntate   | Puntate   | Puntate    | Puntate    | Puntate              |
| Maschera      | Concorrente          | Attività               | 1           | 2         | 2         | 3         | 3         | Semifinale | Semifinale | Finale               |
| ------------- | -------------------- | ---------------------- | ----------- | --------- | --------- | --------- | --------- | ---------- | ---------- | -------------------- |
| Pappagallo    | Red Canzian          | Cantante               | Salvo       | Salvo     | Salvo     | Salvo     | Salvo     | Salvo      | Salvo      | Vincitore            |
| Farfalla      | Mietta               | Cantante               | Salva       | Salva     | Salva     | Salva     | Salva     | Salva      | Salva      | Seconda classificata |
| Lupo          | Max Giusti           | Conduttore televisivo  | Salvo       | Salvo     | Salvo     | Salvo     | Salvo     | Salvo      | Salvo      | Terzo classificato   |
| Orsetto       | Simone Montedoro     | Attore                 | Salvo       | Salvo     | Salvo     | Salvo     | Salvo     | Salvo      | Eliminato  |                      |
| Gatto         | Sergio Assisi        | Attore                 | Salvo       | Salvo     | Salvo     | Salvo     | Salvo     | Eliminato  |            |                      |
| Giraffa       | Katia Ricciarelli    | Soprano                | Salva       | Salva     | Salva     | Salva     | Eliminata |            |            |                      |
| Tigre azzurra | Mauro Coruzzi        | Conduttore radiofonico | Salva       | Salva     | Salva     | Eliminato |           |            |            |                      |
| Baby Alieno 2 | Gigi e Ross          | Comici                 | Non in gara | Salvo     | Eliminati |           |           |            |            |                      |
| Pecorella     | Alessandra Mussolini | Ex politica            | In sospeso  | Eliminata |           |           |           |            |            |                      |
| Baby Alieno 1 | Ricchi e Poveri      | Cantanti               | Ritirati    |           |           |           |           |            |            |                      |

## Dettaglio delle puntate

### Prima puntata
Data: 29 gennaio 2021
| Ordine di uscita | Maschera      | Canzone                                                            | Responso   | Responso        |
| ---------------- | ------------- | ------------------------------------------------------------------ | ---------- | --------------- |
| 1                | Farfalla      | Mentre tutto scorre (Negramaro)                                    | Salva      | Salva           |
| 2                | Orsetto       | Andavo a cento all'ora (Gianni Morandi)                            | Salvo      | Salvo           |
| 3                | Lupo          | I giardini di marzo (Lucio Battisti)                               | Salvo      | Salvo           |
| 4                | Baby Alieno 1 | Medley Luna                                                        | A rischio  | A rischio       |
| 5                | Pecorella     | Diamonds Are a Girl's Best Friend (Marilyn Monroe)                 | A rischio  | A rischio       |
| 6                | Tigre azzurra | L’immensità (Johnny Dorelli)                                       | Salva      | Salva           |
| 7                | Gatto         | Smooth Criminal (Michael Jackson)                                  | Salvo      | Salvo           |
| 8                | Giraffa       | Roma-Bangkok (Baby K, Giusy Ferreri)                               | Salva      | Salva           |
| 9                | Pappagallo    | The Greatest Show (Hugh Jackman, Keala Settle, Zac Efron, Zendaya) | Salvo      | Salvo           |
|                  |               |                                                                    |            |                 |
| Spareggio        | Spareggio     | Spareggio                                                          | Responso   | Identità        |
| 1                | Baby Alieno 1 | Medley Stella                                                      | Ritirato   | Ricchi e Poveri |
| 2                | Pecorella     | -                                                                  | In sospeso | N.D.            |

### Seconda puntata
Data: 5 febbraio 2021
| Spareggio | Spareggio     | Spareggio                            | Responso        | Identità             |
| --------- | ------------- | ------------------------------------ | --------------- | -------------------- |
| 1         | Baby Alieno 2 | Sarà perché ti amo (Ricchi e Poveri) | Salvo (60%)     | N.D.                 |
| 2         | Pecorella     | La notte vola (Lorella Cuccarini)    | Eliminata (40%) | Alessandra Mussolini |

| Ordine di uscita | Maschera      | Canzone                                | Responso        | Responso    |
| ---------------- | ------------- | -------------------------------------- | --------------- | ----------- |
| 1                | Lupo          | Cercami (Renato Zero)                  | Salvo           | Salvo       |
| 2                | Tigre azzurra | Il pescatore (Fabrizio De André)       | A rischio       | A rischio   |
| 3                | Farfalla      | Un'emozione da poco (Anna Oxa)         | Salva           | Salva       |
| 4                | Orsetto       | Dieci ragazze (Lucio Battisti)         | Salvo           | Salvo       |
| 5                | Pappagallo    | La voce del silenzio (Tony Del Monaco) | Salvo           | Salvo       |
| 6                | Gatto         | It's My Life (Bon Jovi)                | Salvo           | Salvo       |
| 7                | Giraffa       | Bam Bam Twist (Achille Lauro)          | Salva           | Salva       |
| 8                | Baby Alieno 2 | Triangolo (Renato Zero)                | A rischio       | A rischio   |
|                  |               |                                        |                 |             |
| Spareggio        | Spareggio     | Spareggio                              | Responso        | Identità    |
| 1                | Baby Alieno 2 | –                                      | Eliminato (45%) | Gigi e Ross |
| 2                | Tigre azzurra | –                                      | Salva (55%)     | N.D.        |

### Terza puntata
Data: 12 febbraio 2021
Prima manche: Tutte le maschere in gara duettano insieme alla maschera del Leone, le due che non si salveranno andranno allo spareggio. 
| Ordine di uscita | Maschera      | Canzone                           | Responso        | Responso      |
| ---------------- | ------------- | --------------------------------- | --------------- | ------------- |
| 1                | Giraffa       | Felicità (Al Bano e Romina Power) | Salva           | Salva         |
| 2                | Lupo          | Felicità (Al Bano e Romina Power) | Salvo           | Salvo         |
| 3                | Orsetto       | Felicità (Al Bano e Romina Power) | A rischio       | A rischio     |
| 4                | Gatto         | Felicità (Al Bano e Romina Power) | Salvo           | Salvo         |
| 5                | Pappagallo    | Felicità (Al Bano e Romina Power) | Salvo           | Salvo         |
| 6                | Farfalla      | Felicità (Al Bano e Romina Power) | Salva           | Salva         |
| 7                | Tigre azzurra | Felicità (Al Bano e Romina Power) | A rischio       | A rischio     |
|                  |               |                                   |                 |               |
| Spareggio        | Spareggio     | Spareggio                         | Responso        | Identità      |
| 1                | Tigre azzurra | La pelle nera (Nino Ferrer)       | Eliminata (26%) | Mauro Coruzzi |
| 2                | Orsetto       | Ragazzo fortunato (Jovanotti)     | Salvo (74%)     | N.D.          |

Seconda manche
| Ordine di uscita | Maschera   | Canzone                                          | Responso        | Responso          |
| ---------------- | ---------- | ------------------------------------------------ | --------------- | ----------------- |
| 1                | Pappagallo | I migliori anni della nostra vita (Renato Zero)  | Salvo           | Salvo             |
| 2                | Lupo       | Chi fermerà la musica (Pooh)                     | A rischio       | A rischio         |
| 3                | Gatto      | e dimmi che non vuoi morire (Patty Pravo)        | Salvo           | Salvo             |
| 4                | Giraffa    | Una vita in vacanza (Lo Stato Sociale)           | A rischio       | A rischio         |
| 5                | Farfalla   | Adrenalina (Wisin, Jennifer Lopez, Ricky Martin) | Salva           | Salva             |
| 6                | Orsetto    | 24.000 baci (Adriano Celentano)                  | Salvo           | Salvo             |
|                  |            |                                                  |                 |                   |
| Spareggio        | Spareggio  | Spareggio                                        | Responso        | Identità          |
| 1                | Giraffa    | –                                                | Eliminata (37%) | Katia Ricciarelli |
| 2                | Lupo       | –                                                | Salvo (63%)     | N.D.              |

### Quarta puntata
Data: 19 febbraio 2021
Prima manche
| Ordine di uscita | Maschera   | Canzone                          | Responso        | Responso      |
| ---------------- | ---------- | -------------------------------- | --------------- | ------------- |
| 1                | Lupo       | Non mollare mai (Gigi D'Alessio) | Salvo           | Salvo         |
| 2                | Orsetto    | 50 Special (Lùnapop)             | Salvo           | Salvo         |
| 3                | Pappagallo | Il mondo (Jimmy Fontana)         | Salvo           | Salvo         |
| 4                | Gatto      | Mamma Mia (ABBA)                 | A rischio       | A rischio     |
| 5                | Farfalla   | Nessun dolore (Lucio Battisti)   | A rischio       | A rischio     |
|                  |            |                                  |                 |               |
| Spareggio        | Spareggio  | Spareggio                        | Responso        | Identità      |
| 1                | Gatto      | –                                | Eliminato (43%) | Sergio Assisi |
| 2                | Farfalla   | –                                | Salva (57%)     | N.D.          |

Seconda manche: I concorrenti rimasti si sfidano a duello esibendosi a cappella per i primi 20 secondi della propria canzone. Attraverso la votazione social due concorrenti passano direttamente alla finale, mentre gli altri due sono a rischio eliminazione e si sfideranno in un altro spareggio all'inizio dell'ultima puntata
| Ordine di uscita | Maschera    | Canzone                                   | Preferenza Giuria | Preferenza Giuria | Preferenza Giuria | Preferenza Giuria | Preferenza Giuria | Responso (preferenza giuria + televoto social) | Responso (preferenza giuria + televoto social) |
| Ordine di uscita | Maschera    | Canzone                                   | Balivo            | Della Gherardesca | Pravo             | Insinna           | Facchinetti       | Responso (preferenza giuria + televoto social) | Responso (preferenza giuria + televoto social) |
| Prima sfida      | Prima sfida | Prima sfida                               | Balivo            | Della Gherardesca | Pravo             | Insinna           | Facchinetti       | Responso (preferenza giuria + televoto social) | Responso (preferenza giuria + televoto social) |
| ---------------- | ----------- | ----------------------------------------- | ----------------- | ----------------- | ----------------- | ----------------- | ----------------- | ---------------------------------------------- | ---------------------------------------------- |
| 1                | Lupo        | Sabato pomeriggio (Claudio Baglioni)      |                   |                   |                   |                   |                   | Salvo (64%)                                    |                                                |
| 2                | Orsetto     | Sono solo canzonette (Edoardo Bennato)    |                   |                   |                   |                   |                   | A rischio (36%)                                |                                                |
| Seconda sfida    |             |                                           |                   |                   |                   |                   |                   |                                                |                                                |
| 3                | Pappagallo  | What a Wonderful World (Ramones)          |                   |                   |                   |                   |                   | Salvo (63%)                                    |                                                |
| 4                | Farfalla    | Nel blu dipinto di blu (Domenico Modugno) |                   |                   |                   |                   |                   | A rischio (37%)                                |                                                |

### Quinta puntata
Data: 26 febbraio 2021
Ospiti: Cristina D'Avena, Anna Tatangelo e Rita Pavone
Performance di gruppo: Medley (Katia Ricciarelli e Laura Pausini)
Esibizione fuori gara: Orsetto in duetto con Cristina D'Avena
| Spareggio | Spareggio | Spareggio                               | Responso        | Identità         |
| --------- | --------- | --------------------------------------- | --------------- | ---------------- |
| 1         | Orsetto   | Ti porto via con me (Jovanotti)         | Eliminato (48%) | Simone Montedoro |
| 2         | Farfalla  | Mi sei scoppiato dentro il cuore (Mina) | Salva (52%)     | N.D.             |

| Ordine di uscita | Maschera                   | Canzone                                     | Responso        | Identità    |
| ---------------- | -------------------------- | ------------------------------------------- | --------------- | ----------- |
| 1                | Lupo con Anna Tatangelo    | Se bruciasse la città (Massimo Ranieri)     | Eliminato       | Max Giusti  |
| 2                | Farfalla con Red Canzian   | Un amore così grande (Claudio Villa)        | Salva           | N.D.        |
| 3                | Pappagallo con Rita Pavone | Una ragione di più (Ornella Vanoni)         | Salvo           | N.D.        |
|                  |                            |                                             |                 |             |
| Duello finale    | Duello finale              | Duello finale                               | Responso        | Identità    |
| 1                | Farfalla                   | Nessun dolore (Giorgia)                     | Seconda (44%)   | Mietta      |
| 2                | Pappagallo                 | Gimme Some Lovin' (The Spencer Davis Group) | Vincitore (56%) | Red Canzian |

## Ascolti
| Puntata    | Messa in onda    | Telespettatori | Share  | Ospiti                                        | Fonte  |
| ---------- | ---------------- | -------------- | ------ | --------------------------------------------- | ------ |
| 1          | 29 gennaio 2021  | 3 615 000      | 16,15% | -                                             | [ 9 ]  |
| 2          | 5 febbraio 2021  | 3 605 000      | 16,18% | -                                             | [ 10 ] |
| 3          | 12 febbraio 2021 | 3 441 000      | 15,52% | -                                             | [ 11 ] |
| Semifinale | 19 febbraio 2021 | 3 743 000      | 17,38% | -                                             | [ 12 ] |
| Finale     | 26 febbraio 2021 | 4 312 000      | 20,70% | Cristina D'Avena, Anna Tatangelo, Rita Pavone | [ 13 ] |
| Media      | Media            | 3 743 000      | 17,19% |                                               |        |

## Programmi derivati

### Aspettando Il cantante mascherato
Ad una settimana dall'inizio della seconda edizione, il 23 gennaio 2021, è stata trasmessa una puntata speciale di mezz'ora in fascia pomeridiana su Rai 1, intitolata Aspettando il cantante mascherato, in cui Milly Carlucci, con la partecipazione di Raimondo Todaro, coreografo del programma, ha ufficialmente presentato le nove maschere in gara, dando i primi indizi sulle identità dei concorrenti e svelato i membri della giuria.
Ascolti
| Messa in onda   | Telespettatori | Share | Fonte  |
| --------------- | -------------- | ----- | ------ |
| 23 gennaio 2021 | 1 283 000      | 7,50% | [ 15 ] |

### Il cantante mascherato Remix
Il 6, 13, 20 e 27 febbraio 2021 sono state trasmesse quattro puntate speciali di mezz'ora in fascia pomeridiana su Rai 1, intitolate Il cantante mascherato Remix, in cui sono stati trasmessi i momenti salienti rispettivamente della seconda, della terza, della quarta e della quinta puntata.
Ascolti
| Puntata | Messa in onda    | Ospiti                                                                | Telespettatori | Share | Fonte  |
| ------- | ---------------- | --------------------------------------------------------------------- | -------------- | ----- | ------ |
| 1       | 6 febbraio 2021  | -                                                                     | 1 053 000      | 7,00% | [ 16 ] |
| 2       | 13 febbraio 2021 | Ricchi e Poveri, i ballerini professionisti di Ballando con le stelle | 1 356 000      | 8,10% | [ 18 ] |
| 3       | 20 febbraio 2021 | Al Bano                                                               | 1 160 000      | 7,80% | [ 19 ] |
| 4       | 27 febbraio 2021 | Cristina D'Avena, Anna Tatangelo e Rita Pavone                        | 1 219 000      | 8,60% | [ 20 ] |
| Media   | Media            | Media                                                                 | 1 197 000      | 7,87% |        |